# La Nuit d'en face
Pour plus de détails, voir Fiche technique et Distribution.
La Nuit d'en face (La noche de enfrente) est un drame franco-chilien écrit et réalisé par Raoul Ruiz et sorti en 2012.

## Fiche technique
- Titre : La Nuit d'en face
- Titre original : La noche de enfrente
- Réalisation : Raoul Ruiz
- Scénario : Raoul Ruiz d'après Hernán del Solar
- Direction artistique :
- Décors : Michael Ahern
- Costumes : Lola Cabezas
- Photographie : Inti Briones
- Son : Roberto Espinoza Sonamo
- Montage : Christian Aspee, Raoul Ruiz et Valeria Sarmiento
- Musique : Jorge Arriagada
- Production : Christian Aspee et François Margolin
- Société(s) de production : Margo Films et Consejo nacional de la Cultura y las Artes
- Société(s) de distribution :  Bodega Films
- Budget :
- Pays d'origine :  France,  Chili
- Langue : anglais
- Format : couleur - 35mm - 1.85:1 - Son Dolby numérique
- Genre : comédie dramatique et fantastique
- Durée : 110 minutes
- Dates de sortie :
  -  France : 19 mai 2012 (festival de Cannes 2012), 11 juillet 2012

## Distribution
- Christian Vadim : Jean Giono
- Sergio Hernández : Don Celso Barra
- Valentina Vargas : Nigilda